# Wyk auf Föhr
Wyk auf Föhr (Fering North Frisian: Wik, a Wik, hay Bi a Wik; tiếng Đan Mạch: Vyk på Før) là thị trấn duy nhất trên đảo Föhr, hòn đảo lớn thứ 2 thuộc quần đảo North Frisian ở bờ Biển Bắc nước Đức..